# Cepphus
Cepphus ist eine Gattung der Familie der Alkenvögel. Zu dieser Gattung gehören drei Arten, von denen eine, die Gryllteiste, zirkumpolar vorkommt und unter anderem an mitteleuropäischen Küsten ein regelmäßiger Gastvogel ist. Die zwei anderen Arten, die Taubenteiste und die bislang nur wenig erforschte Brillenteiste sind in ihrer Verbreitung auf den Pazifik beschränkt.
Für Gryll- und Taubenteiste werden mehrere Unterarten unterschieden. Die Brillenteiste ist dagegen eine monotypische Art. Alle Arten werden derzeit von der IUCN als nicht gefährdet (least concern) eingestuft.

## Erscheinungsbild
Tauben- und Gryllteiste sind in etwa gleich schwere Vögel und wiegen durchschnittlich zwischen 400 und 500 Gramm. Die Brillenteiste ist etwas schwerer und wiegt ca. 650 Gramm. In allen Kleidern ist der Schnabel schwarz, Ober- und Unterschnabel sind fast symmetrisch und haben eine schlanke, vorne spitz zulaufende Form. Alle drei Arten haben ein auffällig korallenrotes Schnabelinneres.
Allen drei Arten ist im Prachtkleid ein überwiegend schwarzbraunes bis schwarzes Federkleid eigen. Das bräunlichste Gefieder weist dabei die Brillenteiste auf. Tauben- und Gryllteiste haben auffällige weiße Flügelflecken, der Brillenteiste dagegen fehlen diese Flügelflecken. Die Brillenteiste weist dagegen weiße Augenflecken auf, die für diese Art namensgebend war. Alle drei Arten haben leuchtend rote Beine, Füße und Schwimmhäute.
Im Schlichtkleid weisen alle drei Arten einen mehr oder weniger großen Anteil an weißlichen bis blass bräunlichen Federpartien auf. Am wenigsten ausgeprägt ist dieser Wechsel bei der Brillenteiste, die auch im Schlichtkleid eine dunkle Körperoberfläche hat. Die Körperunterseite ist dagegen hell und deutlich aufgehellt ist auch Kinn und Kehle. Der Oberkopf dagegen bleibt dunkel, so dass der auffällige Augenfleck erhalten bleibt, auch wenn dieser nicht so ausgeprägt ist wie im Prachtkleid. Bei Gryll- und Tabenteiste ist der Weißanteil des Schlichtkleides erheblich größer. So ist beispielsweise der Kopf vollständig und der Mantel größtenteils weißlich.
Gerade flügge gewordene Jungvögel ähneln jeweils den adulten Vögeln in ihrem Schlichtkleid, allerdings ist der Braunanteil im Gefieder ausgeprägter.

## Verbreitung
Das Verbreitungsgebiet der Brillenteiste ist die nördliche Westküste des Pazifik. Zu den Verbreitungsschwerpunkten gehören das Ochotskische Meer und die nordwestliche Küste der Kamtschatka. Brutkolonien finden sich außerdem auf Sachalin und den Kurilen sowie vereinzelt an der Westküste des Japanischen Meer bis an die Grenze zu Nordkorea. Auf Japan brüten die meisten Vögel im Norden von Hokkaidō. Brutkolonien gab es in der ersten Hälfte des 20. Jahrhunderts auch an der Küste von Nordkorea, allerdings ist der aktuelle Bestand nicht bekannt. Die Überwinterungsgebiete liegen in den südlicheren Regionen des Brutareals. Grundsätzlich brütet sie auch in wärmeren Gewässern als die beiden anderen Arten.

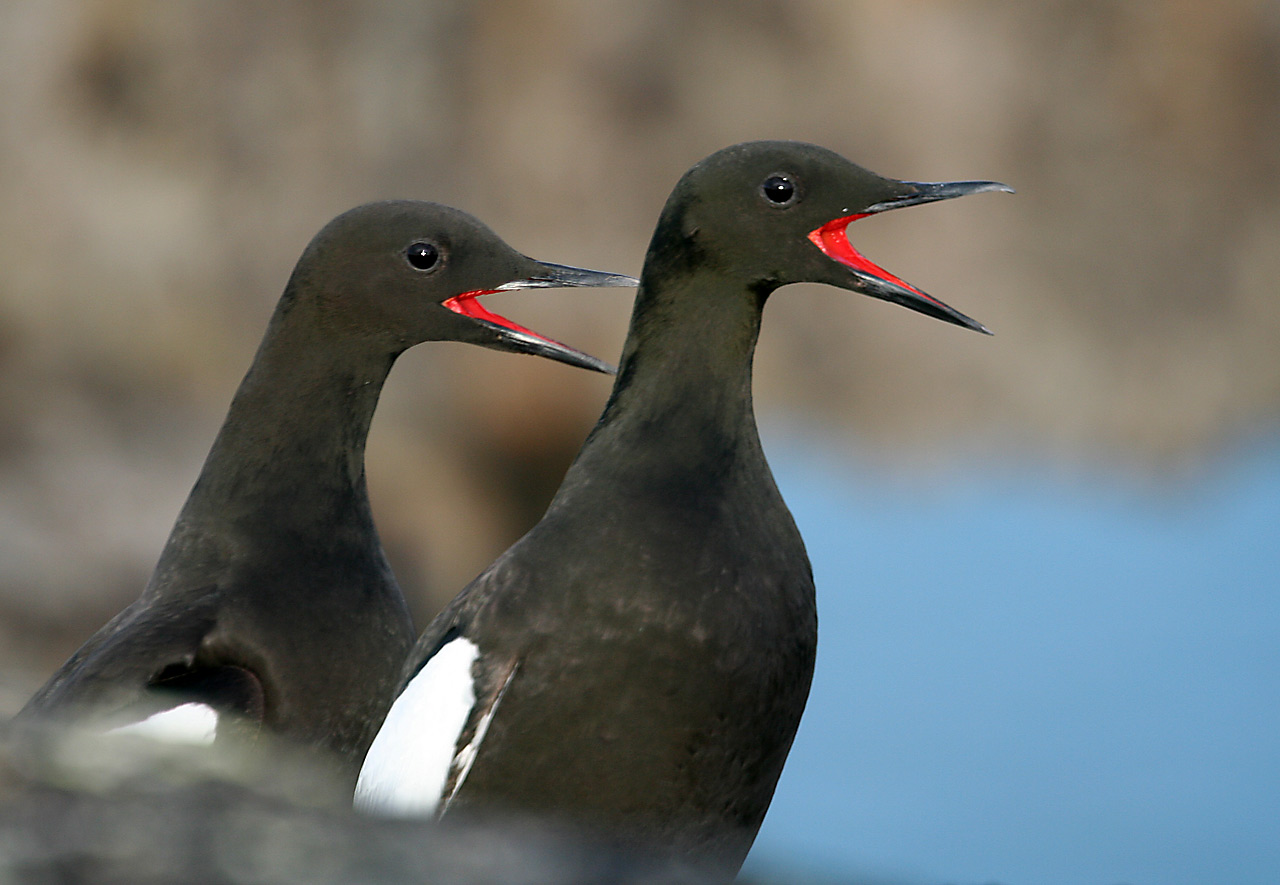
Gryllteiste auf Spitzbergen

Die Gryllteiste ist ein Brutvogel an den Küsten des Nordpazifiks einschließlich der Beringstraße und dem arktischen Nordamerikas, den arktischen Inselgruppen Eurasiens sowie im Nordwesten Europas bis in den Süden Irlands und Schwedens. Die Vorkommen in Europa sind in Island, den Färöern, Irland, in Norwegen auf der Insel Runde und Schottland sowie auf kleineren Inseln vor der Küste Englands. In Nordamerika trifft man sie von Maine nordwärts und in geringer Anzahl auch in Alaska. Im Pazifik überlappen sich die Brutgebiete mit denen der Taubenteiste. Die Überwinterung erfolgt in eisfreien Meeresbereichen, die gewöhnlich nicht weit von ihren Brutgebieten entfernt liegen.
Die Taubenteiste brütet in kleineren Kolonien auf felsigen Inseln und Klippen des nördlichen Pazifik. Die Vorkommen erstrecken sich von Kamtschatka bis nach Nordamerika und dort entlang der Küste von Alaska bis nach Kalifornien. Im Winter ziehen die Taubenteisten von Alaska zu eisfreien Meereszonen im Süden.

## Nahrung
Die Nahrung der Cepphus-Arten besteht überwiegend aus Fisch sowie in geringerem Umfang auch aus Krebstieren. Der Nahrungserwerb findet gewöhnlich in küstennahen Seichtgewässern statt. Die einzelnen Tauchgänge der Gryllteiste währen durchschnittlich 73 Sekunden, mit einer durchschnittlichen Pause von 27,5 Sekunden zwischen den einzelnen Tauchgängen. Der tägliche Nahrungsbedarf bei in Gefangenschaft gehaltenen Gryllteisten beträgt 80 bis 240 Gramm Fisch.

## Fortpflanzung

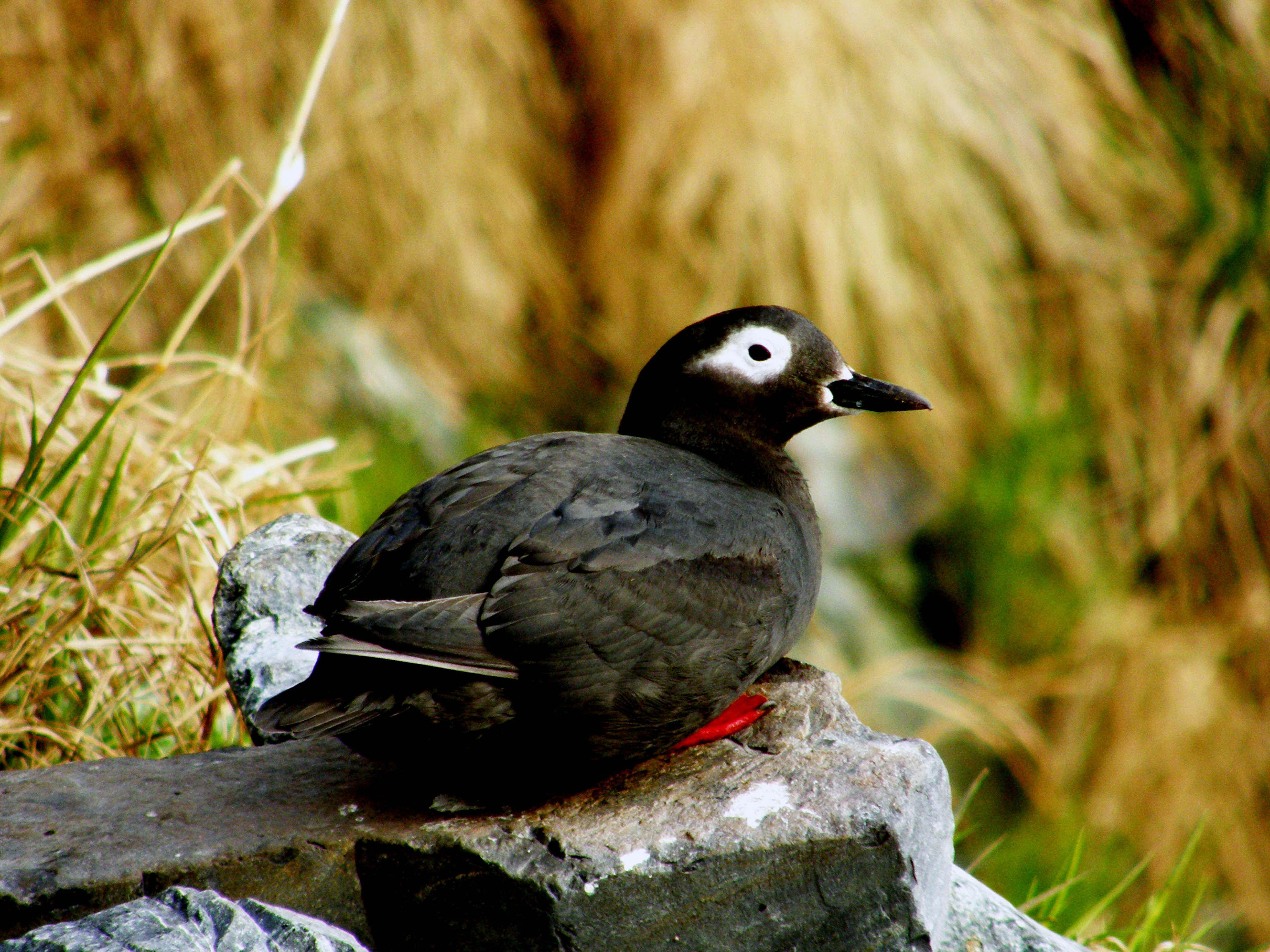
Brillenteiste

Alle drei Arten brüten bevorzugt in losen Kolonien. Bei Gryllteisten beträgt der Nestabstand zwischen einem und zwanzig Meter, bei Brillenteisten dagegen kommt ein Nest auf 100 Quadratmeter. Bei allen drei Arten sind sehr große Kolonien eher selten, was mit den spezifischen Ansprüchen an den Niststandort zusammenhängen kann. Bei der Brillenteiste umfassen die meisten Brutkolonien nicht mehr als zwanzig bis vierzig Paare, bei der Taubenteiste umfassen die Kolonien ein Dutzend bis 100 Paare. Auch bei der Gryllteiste bestehen die Kolonien in der Regel aus nicht mehr als ein paar hundert Paaren. In der kanadischen Arktis, wo zerklüftete Klippen der Art viele geeignete Standorte bieten, umfassen einzelne Kolonien aber bis zu 10.000 Paare. Alle drei Arten sind Höhlenbrüter, die bevorzugt Felsspalten als Niststandort nutzen. Taubenteiste graben mitunter aber auch Bruthöhlen oder nutzen Höhlen unter Baumwurzeln oder die verlassenen Baue anderer Seevögel oder Kaninchen. Zu den ungewöhnlicheren Niststandorten der Taubenteiste zählen kleine Höhlungen unter Schiffanlagestellen, Brücken und Schiffswracks. Nester wurden auch bereits in nicht mehr genutzten Gebäuden gefunden.
Die Cepphus-Arten unterscheiden sich von den meisten Alkenvögeln unter anderem durch ihre Gelegegröße. Da ihre Nahrungsgründe in der Nähe ihrer Brutkolonien liegen, sind sie in der Lage, zwei Nestlinge großzuziehen und legen entsprechend zwei Eier. Dies ist sonst nur noch bei der Gattung Synthliboramphus der Fall, bei Endomychura sind zudem Einer- und Zweiergelege etwa gleich häufig. Die Eier werden direkt auf den Boden gelegt. An der Brut sind beide Elternvögel beteiligt. Die Jungvögel sind nach 33 bis 38 Tagen flügge.

## Systematik
Nicht selten wurden die Arten der Gattung Cepphus früher mit den Lummen (Uria) zusammengefasst. Von diesen unterscheiden sie aber zahlreiche morphologische und andere Merkmale, wie ein abweichendes Mauserverhalten und die Lebensweise. Die morphologischen Unterschiede bestehen beispielsweise in der Form des Schnabels, der eine kürzere Gonys und weitgehend unbefiederte Nasenlöcher aufweist. Der Lauf ist seitlich zusammengedrückt und der Fuß kleiner, das Kopfgefieder weniger plüschartig. Die Arten der Gattung Cepphus sind im Vergleich zu anderen Alken wenig spezialisiert. Verschiedene morphologische und ethologische Merkmale verbinden sie mit den Möwen. Es sind die einzigen Alken mit gut entwickelten, funktionstüchtigen Blinddärmen.

## Arten
Die folgenden Arten gehören zur Gattung Cepphus:

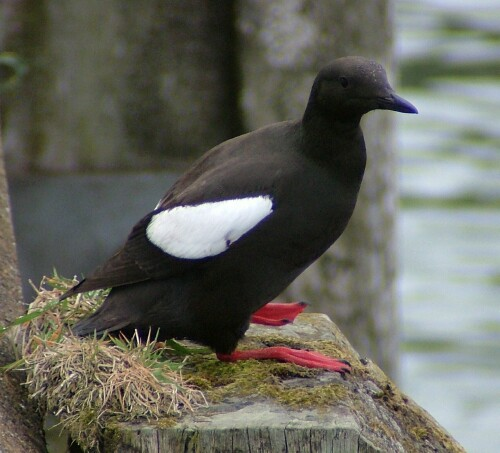
Gryllteiste

- Gryllteiste (Cephus grylle)
- Taubenteiste (Cephus columba)
- Brillenteiste (Cephus carbo)

## Belege

### Einzelbelege
1. ↑  IUCN Red List of Threatened Species, aufgerufen am 19. April 2022
2. ↑  Gaston et al., S. 169, 179 und 187
3. ↑  Gaston et al., S. 187
4. ↑  Hans-Günther Bauer, Einhard Bezzel und Wolfgang Fiedler (Hrsg.): Das Kompendium der Vögel Mitteleuropas: Alles über Biologie, Gefährdung und Schutz. Band 1: Nonpasseriformes – Nichtsperlingsvögel, Aula-Verlag Wiebelsheim, Wiesbaden 2005, ISBN 3-89104-647-2, S. 571
5. ↑  Gaston et al., S. 175
6. ↑  Gaston et al., S. 184
7. 1 2  Glutz v. Blotzheim, S. 1058, s. Literatur